# مزار مادونا ديل باراكانو
```
 
مزار مادونا ديل باراكانو

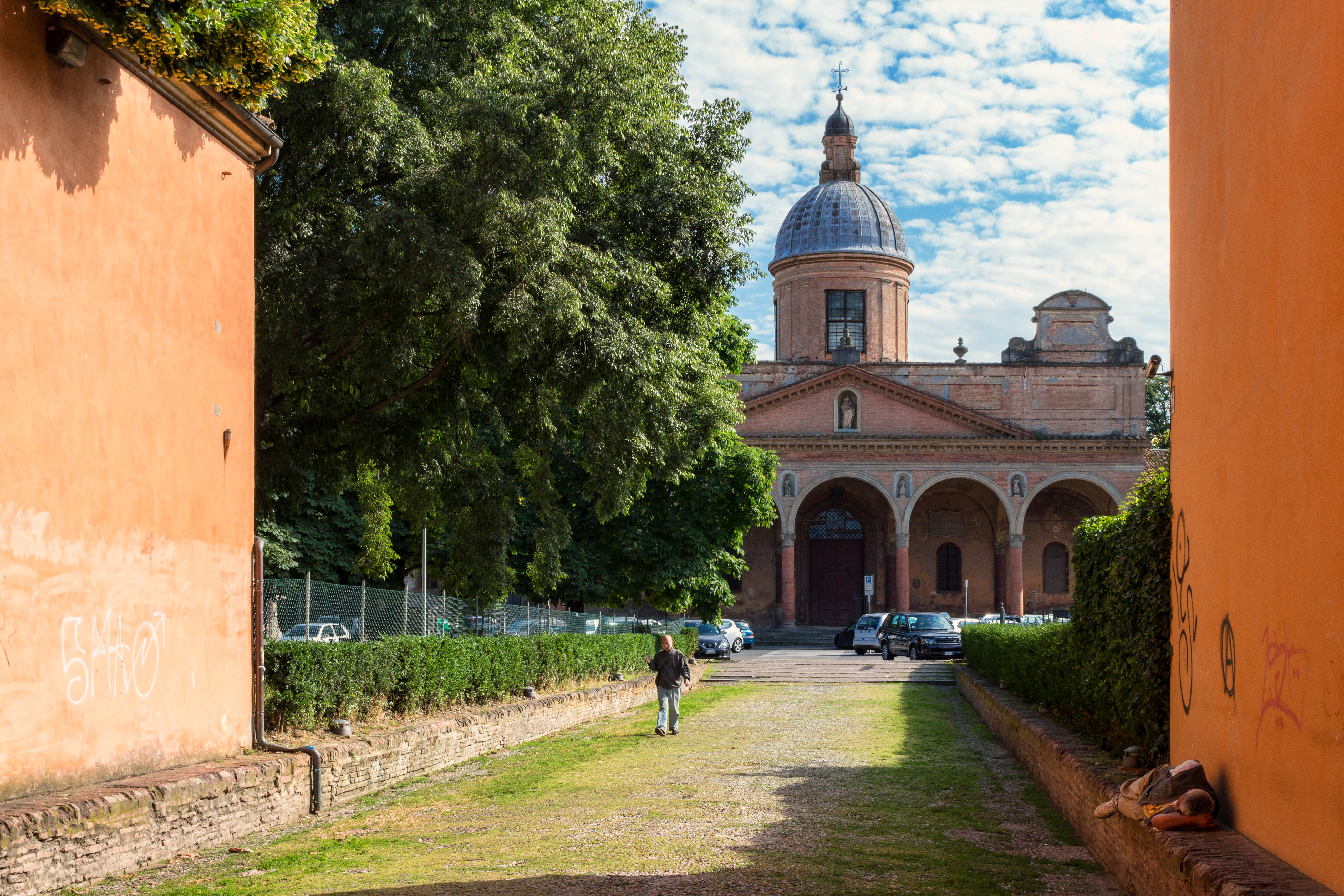

 يعتبر مزار مادونا ديل باراكانو على طراز عصر 
النهضة
، الكنيسة 
الكاثوليكية الرومانية
، ويقع في ساحة ديل باراكانو 2 على الحافة الجنوبية لوسط 
بولونيا
 المسور سابقا، منطقة إميليا 
رومانيا
، 
إيطاليا
. بنيت الكنيسة في موقع جدار 
المدينة
، حيث رسمت صورة مادونا، وبالتالي تسمى مادونا المتراس. ويجري حاليا ترميم الكثير من الموقع بعد 
زلزال
 أيار/مايو 2012.
```

## التاريخ
في عام 1401، أثناء حصار بولونيا من قبل جيان غاليازو فيسكونتي، تم التجسس على امرأة مسنة راكعة في الصلاة بجوار الجدار حيث كانت هناك صورة مادونا. ويشتبه فيها أنها كانت تنقل أسرار من خلال فجوة صغيرة في الجدار، وألقي القبض عليها، وكان زعيم المدينة، بنت بنتفوليو، جدارا ً مبنيٌّ داخلياً على الجدار لإغلاق الموقع. عندما انهار هذا الجدار بعد وقت قصير من البناء، وفسر بنتفوليو هذا بأنه معجزة، وقد تم الإفراج عن الامرأة. في عام 1438 تم بناء خطابة. بحلول عام 1497، كان جيوفاني بينتيفوليو الثاني قد أعاد طلاء الصورة فرانشيسكو كوسا،التاريخ  (الأصل من قبل ليبو دي دالماسيو)، وبنى رواقاً لإيواء الصورة. في عام 1524، بنيت الكنيسة مع عذراء تيراكوتا من قبل ألفونسو لومباردي. تمت إضافة رواق الأروقة  في عام 1550، وأضيفت القبة في عام 1682 على تصميم من قبل أ. باريللي.
الداخلية لديها مذبح إلى اليمين مع موكب القديس غريغوري ماغنوس من قبل سيزار أريتوسي وجيوفاني باتيستا فيوريني. على يمين المذبح الرئيسي توجد مادونا الجدارية ذات الملائكة (1472) من قبل فرانشيسكو ديل كوسا. ويمكن رؤية صورة ظلية للمرأة التي تصلي. على يسار المذبح عائلة مقدسة لافينيا فونتانا وسان كارلو بوروميو من قبل لوسيو ماساري. في الكنيسة التالية هي ديوسيدونا سانت كاترين (1551) من قبل بروسبيرو فونتانا. هناك أيضا أعمال من فيديريكو زوكرّي و جوفنّي مسسسي.
بجوار الكنيسة، كان هناك دير ومسكن للمومسات.